# Араган, Жуан
Жуан Суареш Араган (порт. João Soares Aragão; родился 24 марта 2008 года в Коимбре, Португалия) — португальский футболист, нападающий юношеской команды клуба «Брага».

## Клубная карьера
Жуан начинал карьеру в академии клуба «Фейренсе», из которой он в 2022 году перебрался в юношескую команду «Браги». В 2024 году нападающий подписал с этим клубом свой первый профессиональный контракт.

## Карьера в сборной
С 2022 года Жуан защищает португальские цвета на юношеском уровне. В 2025 году в составе сборной Португалии до 17 лет нападающий выступал на юношеском чемпионате Европы в Албании. Он вышел на поле с первых минут в матче открытия со сборной Албании (до 17 лет). В следующей игре с французами Жуан заменил Стевана Мануэла на 78-й минуте. Оставшиеся 3 матча он провёл на скамейке запасных. По итогам турнира нападающий и его национальная сборная стали чемпионами Европы среди юношей. Всего Жуан провёл 16 встреч в составе юношеских португальских сборных, отметившись в них 2 забитыми мячами.

## Достижения
Сборная Португалии (до 17 лет)
- Чемпион Европы (до 17 лет) (1): 2025